# Earl Hines

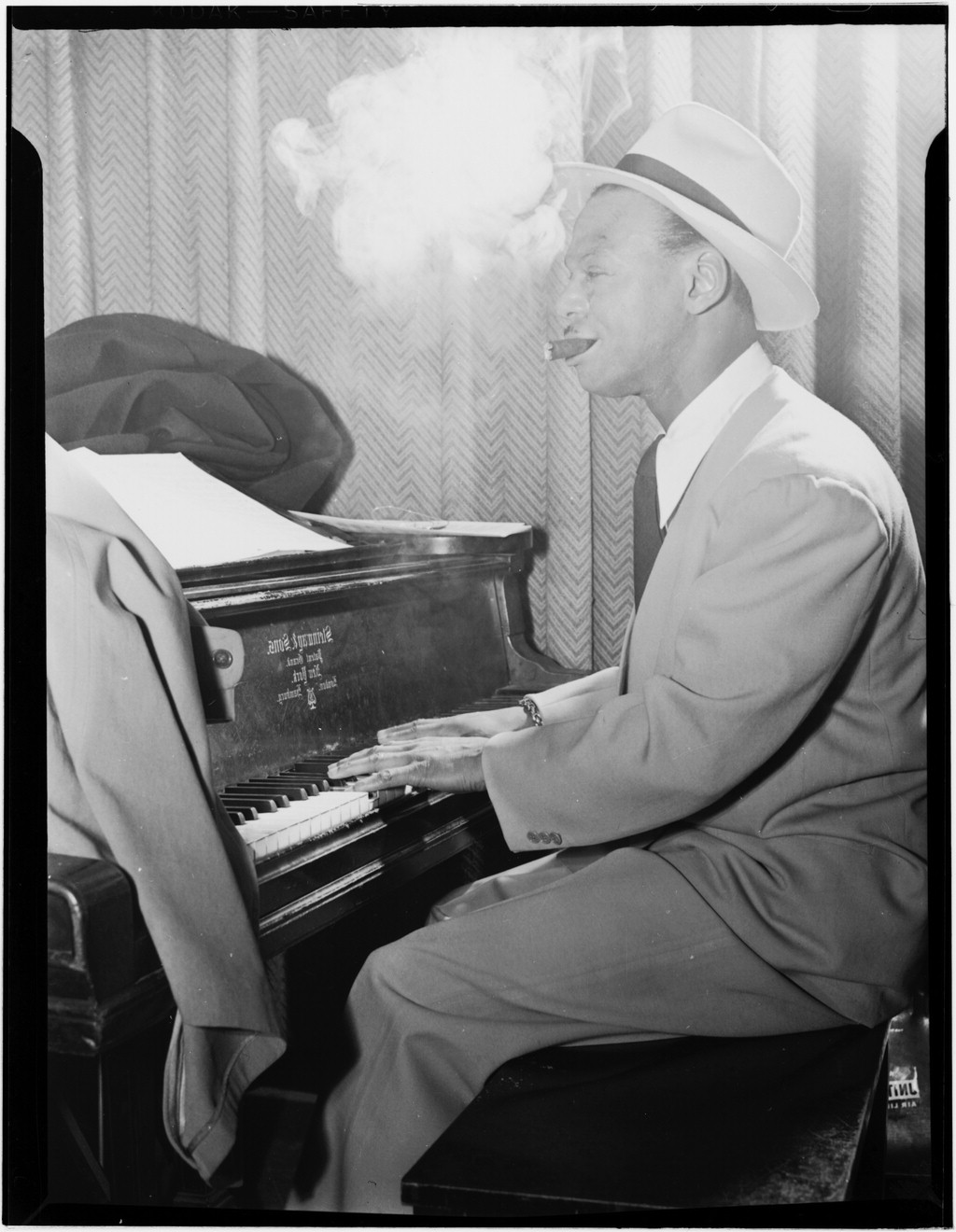
Earl Hines in New York, circa 1947 (foto: William Gottlieb)

Earl Kenneth Hines, vooral bekend als Earl 'Fatha' Hines (Duquesne (Pennsylvania), 28 december 1903 – Oakland (Californië), 22 april 1983) was een Amerikaans jazzpianist en bigbandleider. Hij wordt wel de eerste moderne jazzpianist genoemd en heeft de jazz in de twintigste eeuw mede vormgegeven.

## Het begin
Zijn ouders waren muzikaal: zijn vader speelde kornet in een brassband in Pittsburgh en zijn moeder was kerkorganiste. Net zoals zijn vader probeerde Earl kornet te spelen, maar stapte later over op de piano en nam les. Toen hij 17 was, ging hij spelen bij Lois Deppe & his Serenaders, die optrad in een nachtclub in Pittsburgh. Hines' eerste plaatopnamen waren met deze band: vier opnames voor Gennett Records, in 1923, waaronder een compositie van Hines' hand, 'Congaine'. Twee verschenen er op plaat. Een maand later ging het orkest opnieuw de platenstudio in voor opnamen.

## Louis Armstrong
In 1925 verhuisde hij naar jazzhoofdstad Chicago, waar toen nog Jelly Roll Morton en King Oliver actief waren. Hines speelde bij de band van Sammy Stewart en Erskine Tate en vervolgens bij het orkest van Carroll Dickerson, waarmee hij een lange toer maakte. In dit gezelschap maakte hij kennis met trompettist Louis Armstrong, die hij zeer bewonderde. Hines en Armstrong gingen met Dickersons band spelen in Sunset Café en werden vrienden. Het ensemble kwam onder leiding van Amstrong, die zeer onder de indruk was van Hines' avant-garde pianospel: hij bespeelde piano op de manier van een trompet. In 1927 blies Armstrong zijn Louis Armstrong' s Hot Five nieuw leven in, dook een jaar later met deze band en Earl Hines de studio in en maakte met de pianist enkele beroemd geworden opnames die tot de belangrijkste uit de jazzgeschiedenis worden gerekend: 'Weather Bird', 'West End Blues' en bijvoorbeeld 'Tight Like This'. Over zijn muzikale samenwerking met Armstrong zou Hines later zeggen: "Als we samenspeelden, was het als een continue jam-sessie".
Datzelfde jaar nam Hines ook verschillende solo's op, waaronder 'My Monday Date' en '57 Varieties'. Toen Sunset Café sloot, ging Armstrong in Savoy Theatre spelen. Hines sloot zich aan bij Jimmy Noones band, die werkte in Apex Club. Met Noone werden eveneens opnamen gemaakt, onder andere 'Apex Blues'.

## Bigband
Op zijn verjaardag in 1928 begon Hines een bigband, die tien jaar lang het 'huisorkest' zou zijn van Grand Terrace Cafe, een club van gangster Al Capone. Vanuit deze club speelde the Earl Hines Orchestra (of 'Organisation', zoals Hines het graag noemde) vanaf 1934  regelmatig 'live' voor de radio, coast to coast, soms wel zeven keer per week. Door deze uitzendingen kreeg Hines grote bekendheid en werd hij een rol-model voor de zwarte gemeenschap.
In het orkest speelden Jess Stacy of Nat King Cole af en toe als Hines' vervanger op de piano. Charlie Parker had hier zijn eerste baan, tot Hines hem ontsloeg, omdat de saxofonist vaak niet op tijd verscheen. Eind jaren twintig en in de jaren dertig maakte Hines talloze opnamen: in 1929 voor Victor, in de periode 1932-1934 voor Brunswick, voor Decca in 1934 en 1935, Vocalion (1937-1938) en in de jaren 1939 tot 1942 voor Bluebird. De opnamen behoren tot het beste van de zwarte jazz uit die jaren. In de periode 1942-1945 mochten er geen opnamen worden gemaakt, maar leden van de band legden tijdens nachtelijke jam-sessies de kiem voor de naderende bebop-revolutie. In 1942 maakte naast Parker ook trompettist Dizzy Gillespie deel uit van de band, evenals zanger Billy Eckstine, die later een bop-bigband zou beginnen. Naast Eckstine lanceerde de groep ook andere vocalisten: Sarah Vaughan en Johnny Hartman. Hines leidde zijn bigband tot 1947, toen het bigband-tijdperk in feite al voorbij was.

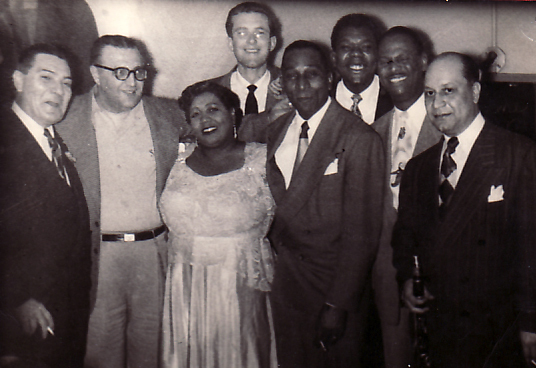
Hines (tweede van rechts) in Palomar Supper Club, 1951, met Jack Teagarden (uiterst links) en Barney Bigard (uiterst rechts)

## De jaren 50 en comeback
In 1948 sloot Hines zich aan bij 'The All Stars' van Louis Armstrong, voor het grootste deel bestaande uit beroemde voormannen van bigbands, maar Hines was nu niet meer dan een 'sideman'. Hij was er niet zo gelukkig en bleef tot 1951. In de jaren erna had Hines zijn eigen combo's waarmee hij toerde, onder andere in Europa. In het begin van de jaren zestig, toen de jazz slappe tijden doormaakte, vestigde hij zich in Oakland en opende een tabakswinkel. Hij dacht eraan er een punt achter te zetten. Dankzij vriend en manager Stanley Dance speelde Hines in 1964 een serie recitals in the Little Theatre in New York, die grote opwinding teweegbrachten. Hines eindigde hoog in polls in verschillende jazzbladen (Downbeat onder meer nr. 1 jazzpianist, 1966; Jazz: Jazzmusicus van het jaar) en verscheen enkele keren op de televisie. Hij speelde solo, maar had ook weer een groep, een kwartet met tenorsaxofonist Budd Johnson. Hines was weer terug en speelde in de jaren erna met talloze musici en maakte met hen (maar ook solo) vele platen. Enkele namen: Duke Ellington (duetten in 1966), Ella Fitzgerald, Dizzy Gillespie, Lionel Hampton, Coleman Hawkins, Oscar Peterson, Sarah Vaughan, Ben Webster, Teddy Wilson, Lester Young en Ry Cooder. Zijn meest gewaardeerde opnames zijn zijn inventieve solo-opnamen, waaronder tributen in de jaren zeventig aan Ellington, Armstrong en George Gershwin. Tussen zijn comeback in 1964 en zijn dood maakte Hines 90 platen. De meeste solo-opnamen stonden er in één keer op. Pianist Lennie Tristano: "Earl Hines is de enige van ons die echte jazz maakt en swingt als hij alleen speelt". Count Basie noemde hem de beste pianist ter wereld.
In 1968 toerde Hines in Zuid-Amerika, Europa, Azië, Australië, Japan en (zes weken) de Sovjet-Unie. In 1975 speelde hij voor Britse camera's een uur lang in een nachtclub in Washington. De New York Herald Tribune noemde het de beste jazzfilm aller tijden. Hines speelde solo in het Witte Huis en voor de paus. Een paar dagen voor zijn dood trad hij nog op in een show.
Op zijn grafsteen staat: 'PIANOMAN'.

## Discografie (selectie)
- Earl Hines Trio, Dial, 1952
- Earl Hines All Stars, Dial, 1953
- Earl Hines Plays Fats Waller, Brunswick, 1953
- Eearl Hines With Billy Eckstine, RCA, 1953
- Earl's Pearls, MGM, 1960
- A Sunday's Date, Riverside, 1961
- Linger Awhile, Bluebird, 1964
- Spontaneous Explorations, Contact, 1964
- Grand Reunion, Verve, 1965
- Earl Hines & Budd Johnson, Black and Blue, 1974
- Once Upon A Time, Impulse!, 1966